# Poder Judicial del Estado de Tabasco
El Poder Judicial del Estado de Tabasco es el órgano judicial encargado de aplicar las leyes civiles y penales dentro del estado en asuntos del fuero común, así como en los del orden federal y castrense en que la Constitución Política de los Estados Unidos Mexicanos o las leyes federales le confiere jurisdicción expresa.
El Poder Judicial del Estado tiene plena autonomía para el ejercicio de sus funciones y atribuciones, así como ejercer su presupuesto y llevar su contabilidad de conformidad con las normas previstas en la Ley de Presupuesto y Responsabilidad Hacendaria del Estado de Tabasco y sus Municipios, y otras disposiciones aplicables.

## Organización
El Poder Judicial del Estado de Tabasco está integrado por:
- El Tribunal Superior de Justicia;
- Consejo de la Judicatura del Estado;
- Los Juzgados de primera instancia;
- Centros de acceso a la Justicia Alternativa.

## Tribunal Superior de Justicia
El Tribunal Superior de Justicia del Estado de Tabasco es el máximo órgano judicial del estado, se integra por 21 Magistrados y funciona en Pleno o en Salas.

### Funcionamiento
El Tribunal Superior de Justicia está integrado por:
- El Pleno.
- La Sala Especial Constitucional.
- Las Salas en materia civil.
- Las Salas en materia penal.
- Las Salas especializadas en materia de ejecución y justicia para adolescentes.

#### Pleno
El Tribunal funciona en Pleno para conocer y resolver los asuntos de carácter administrativo y los de naturaleza judicial que determine la Constitución del Estado  y la Ley Orgánica del Poder Judicial del Estado de Tabasco. El Pleno del Tribunal Superior de Justicia se integra por su Presidente y los Magistrados de las Salas.
El Tribunal también funciona en Pleno o en Salas colegiadas y unitarias para conocer de los asuntos de legalidad, asimismo como Sala Especial Constitucional, en términos del artículo 61 de la Constitución del Estado. Las decisiones del Pleno son tomadas por unanimidad o por mayoría de votos de los Magistrados presentes; en caso de empate, el presidente del Tribunal tiene el voto de calidad. 

#### Salas
El Tribunal ejerce sus funciones en Salas colegiadas o unitarias. Las colegiadas se integran por tres magistrados, salvo la Constitucional que se integra por el presidente del Tribunal Superior y los Presidentes de las Salas Colegiadas en materia civil y penal.
El Pleno del Tribunal, a propuesta del Presidente, determina el número de Salas, su sede, la adscripción de los Magistrados y la materia que corresponde conocer a cada Sala. 
Las Salas colegiadas están presididas por uno de sus Magistrados designado por el Pleno. Sus resoluciones se toman por unanimidad o por mayoría de votos, sin que ningún Magistrado pueda abstenerse de votar.  
Cada Sala sesiona por lo menos una vez en la semana, salvo la Sala Constitucional que sesiona cuando es convocada por su Presidente.

## Elección y sucesión
Los Magistrados duran 15 años en el ejercicio de su encargo, con excepción de los interinos y suplentes. Son designados por el Congreso del Estado, quien además, es el único que puede removerlos de sus puestos, otorgarles licencia mayor a sesenta días y nombrar suplentes por el término de sus licencias, a propuesta del Gobernador del Estado.

## Magistrado Presidente
El Presidente del Tribunal Superior de Justicia es el representante del Poder Judicial ante los otros poderes estatales y federales. Es electo para un periodo de 5 años, por la por la mayoría de los integrantes presentes en el pleno, con posibilidad de reelección para un periodo idéntico inmediato. 

## Integración actual
Magistrados del Tribunal Superior de Justicia del Estado de Tabasco por orden de designación:
| Título                | Nombre                                                        | Duración | Inicio del periodo      | Fin del periodo         | Nominado por                 |
| --------------------- | ------------------------------------------------------------- | -------- | ----------------------- | ----------------------- | ---------------------------- |
| Magistrado Presidente | Enrique Priego Oropeza                                        | 15 años  | 1 de enero de 2019      | 31 de diciembre de 2033 | Arturo Núñez Jiménez         |
| Magistrado            | Samuel Ramos Torres                                           | 8 años   | 1 de enero de 2015      | 31 de diciembre de 2022 | Arturo Núñez Jiménez         |
| Magistrado            | Eduardo Antonio Méndez Gómez                                  |          |                         |                         |                              |
| Magistrada            | Lorena Concepción Gómez González                              | 8 años   | 1 de enero de 2015      | 31 de diciembre de 2022 | Arturo Núñez Jiménez         |
| Magistrado            | Martha Patricia Cruz Olán                                     | 8 años   | 1 de enero de 2015      | 31 de diciembre de 2022 | Arturo Núñez Jiménez         |
| Magistrada            | Mario Díaz López                                              |          |                         |                         |                              |
| Magistrado            | Lorenzo Justiniano Traconis Chacón                            | 8 años   | 1 de enero de 2015      | 31 de diciembre de 2022 | Arturo Núñez Jiménez         |
| Magistrada            | Maribel Quintana Correa                                       | 15 años  | 1 de septiembre de 2015 | 31 de agosto de 2030    | Arturo Núñez Jiménez         |
| Magistrada            | Guadalupe Pérez Ramírez                                       | 15 años  | 1 de septiembre de 2015 | 31 de agosto de 2030    | Arturo Núñez Jiménez         |
| Magistrado            | Rosa Isela Gómez Vázquez                                      | 15 años  | 1 de septiembre de 2015 | 31 de agosto de 2030    | Arturo Núñez Jiménez         |
| Magistrada            | Andrés Madrigal Sánchez                                       | 15 años  | 1 de septiembre de 2015 | 31 de agosto de 2030    | Arturo Núñez Jiménez         |
| Magistrada            | Lucio Santos Hernández                                        | 15 años  | 1 de septiembre de 2015 | 31 de agosto de 2030    | Arturo Núñez Jiménez         |
| Magistrado            | Adelaido Ricárdez Oyosa                                       | 15 años  | 1 de septiembre de 2015 | 31 de agosto de 2030    | Arturo Núñez Jiménez         |
| Magistrada            | Leonel Cáceres Hernández                                      | 15 años  | 1 de septiembre de 2015 | 31 de agosto de 2030    | Arturo Núñez Jiménez         |
| Magistrado            | Dorilian Moscoso López                                        | 15 años  | 1 de septiembre de 2015 | 31 de agosto de 2030    | Arturo Núñez Jiménez         |
| Magistrada            | Fidelina Flores Flota                                         | 15 años  | 10 de mayo de 2018      | 9 de mayo de 2033       |                              |
| Magistrado            | Gregorio Romero Tequextle                                     | 15 años  | 1 de enero de 2019      | 31 de diciembre de 2033 | Arturo Núñez Jiménez         |
| Magistrado            | Rosalinda Santana Pérez Suple a Mario Alberto Gallardo García | 8 años   | 10 de octubre de 2019   | 31 de diciembre de 2022 | Adán Augusto López Hernández |
| Magistrada            | Óscar Pérez Alonso                                            | 15 años  | 10 de octubre de 2019   | 9 de octubre de 2034    | Adán Augusto López Hernández |
| Magistrado            | Norma Lidia Gutiérrez García                                  | 5 años   | 1 de enero de 2021      | 31 de diciembre de 2025 | Adán Augusto López Hernández |
| Magistrado            | Enrique Morales Cabrera                                       | 8 años   | 1 de enero de 2021      | 31 de enero de 2028     | Adán Augusto López Hernández |

## Consejo de la Judicatura del Estado
El Consejo de la Judicatura es un órgano con autonomía técnica de gestión y de resolución, en el ámbito de su competencia; tiene a su cargo la administración, capacitación, vigilancia y disciplina del Poder Judicial, con excepción del Pleno, las Salas y la Presidencia del Tribunal Superior de Justicia, así como del personal de apoyo de estas adscripciones.
Está integrado por 5 Consejeros de la siguiente manera
- El Presidente del Tribunal Superior de Justicia del Estado de Tabasco, quien lo preside;
- Un magistrado, electo por el pleno;
- Un juez, electo por el pleno;
- Un consejero, designado por el Gobernador del Estado;
- Un consejero, designado por el Congreso del Estado.

Los Consejeros duran en su cargo un periodo de 5 años, sin posibilidad de ser reelectos.

## Juzgados de primera instancia
Los juzgados de primera instancia se clasifican en:
- Civiles.
- Familiares.
- Mercantiles concurrentes.
- Especializados en justicia para adolescentes.
- Mixtos.
- De control.
- De enjuiciamiento.
- De ejecución.
- Laborales.

## Centro de Acceso a la Justicia Alternativa
Son los órganos encargados de la aplicación de los mecanismos alternativos de solución de controversias; tienen la sede y competencia territorial que el Pleno del Consejo de la Judicatura determina.